# Джон Макфий
Джон Макфий (на английски: John McPhee) е американски журналист, преподавател по журналистика в Принстънския университет и писател на произведения в жанра публицистика и документалистика.

## Биография и творчество
Джон Ангус Макфий е роден на 8 март 1931 г. в Принстън, Ню Джърси, САЩ. Син е на лекар, работещ за спортния отдел на Принстънския университет. Завършва гимназия в Принстън. През 1953 г. получава бакалавърска степен от Принстънския университет. След това следва в Магдалин Колидж на Кеймбриджкия университет.
В периода 1955 – 1956 г. пише за телевизията. В периода 1957 – 1964 г. работи в списание „Тайм“ като помощник редактор. През 1965 г. отива да работи в списание „Ню Йоркър“, където публикува в следващите 50 години.
Първата му книга „A Sense of Where You Are“ (Усещане за това къде си) е издадена през 1965 г. и е разширение на статията му в списанието за Бил Брадли, професионален баскетболист и по-късно американски сенатор. Книгата става негов пожизнен модел за останалите му произведения, които първо се появяват като статии в „Ню Йоркър“.
Автор е на 30 книги по най-различни теми, както и много статии и самостоятелни есета в списания и вестници. Темите му обхващат широк спектър от теми, от профили на личности до научни и академични предмети, най-вече неговата поредица от книги, отнасящи се до геологията на западната част Съединените щати, публикувани през 1998 г. в сборника „Annals of the Former World“ (Анали от бившия свят). Книгата му „Анали от бившия свят“ печели награда „Пулицър“ през 1999 г. за обща научна литература.
Една от най-известните му книги е „Coming into the Country“ (Пристигане в страната) от 1976 г., която е плод на поредица от пътуванията му из щата Аляска с местни водачи, изследователи и жители.
Темите в книгите му отразяват личните му интереси – за развитието на повдигащото се тяло (аеронавтика), психиката и опита на ядрен инженер, зона на пустинята в Ню Джърси, моряците от търговското корабоплаване, земеделските пазари, движението на въглища в САЩ, променящият се поток на река Мисисипи, портокалите, и др. Личният му подход към темите е определян от някои критици като уникален жанр, наречен „креативна документалистика“, в който освен простото описание на факти, в структурата на разказа се преплитат ненатрапчиво лично мнение и гледна точка включвайки техники от художествената литература.
От 1974 г. работи като професор по журналистика в Принстънския университет, като преподава семинар по писане в две от всеки три години, като когато преподава не пише книги. Неговите семинари са едни от най-популярните в страната, а сред учениците му са известни писатели и журналисти като Ричард Престън, Ерик Шлосер, Дженифър Уайнър, Франсин Матюс, и др.
През 1978 г. получава получава докторска степен по литература от колежа Бейтс. Получава през 1982 г. наградата „Принстън Удроу Уилсън“ за служба на нацията. През 1988 г. е приет за член на Американската академия за изкуства и литература, а през 1993 г. за член на Американската академия на изкуствата и науките.
През 2008 г. получава наградата „Джордж Полк“ за постижения в журналистиката за цялостно творчество. През 2009 г. получава почетното отличие „доктор хонорис кауза“ по творческо писане от Йейлския университет, а през 2012 г. отличието „доктор хонорис кауза“ по творческо писане от колежа Амхърст.
През 2011 г. е удостоен с наградата „Уолъс Стегнър“ за „постоянен принос към културната идентичност на Запада чрез литература, изкуство, история, знание или разбиране на Запада“. През 2018 г. получава наградата „Айвън Сандроф“ за цялостен принос, като организаторите определят работата му в сферата на журналистиката и документалистиката като новаторска.
Първият му брак е с фотографката Прайд Браун, с която имат четири дъщери – Джени, Марта, Лора и Сара. Първите две са писателки като баща си, Лора е фотограф като майка си, а Сара е архитектурен историк. Развеждат в края на 60-те години. Жени се за Йоланда Уитман през 1972 г.
Джон Макфий живее със семейството си в Принстън.

## Произведения
- A Sense of Where You Are (1965)
- The Headmaster (1966)
- Oranges (1967)
- The Pine Barrens (1968)
- A Roomful of Hovings and Other Profiles (1969) – сборник
- Levels of the Game (1969)
- The Crofter and the Laird (1969)
- Encounters with the Archdruid (1971)
- The Deltoid Pumpkin Seed (1973)
- The Curve of Binding Energy (1974) – номиниран за Националната литературна награда
- Pieces of the Frame (1975) – сборник
- The Survival of the Bark Canoe (1975)
- Coming into the Country (1977)
- Giving Good Weight (1979) – сборник
- La Place de la Concorde Suisse (1984)
- Table of Contents (1985) – сборник
- Heirs of General Practice (1986)
- The Control of Nature (1989) – медал „Джон Бъроуз“
- Looking for a Ship (1990) – номиниран за награда „Пулицър“
- The Ransom of Russian Art (1994)
- Irons in the Fire (1997)
- The Founding Fish (2002)
- The American Shad: Selections from the Founding Fish (2004)
- Uncommon Carriers (2006)
- Silk Parachute (2010)

### Серия „Анали от бившия свят“ (Annals of the Former World)
1. Basin and Range (1981) – номиниран за награда „Пулицър“
2. In Suspect Terrain (1983)
3. Rising from the Plains (1986) – номиниран за награда „Пулицър“
4. Assembling California (1993)
5. Annals of the Former World (1998) – сборник от пет истории по геология, награда „Пулицър“

### Серия „Читателят Джон Макфий“ (John McPhee Reader)
1. The John McPhee Reader (1976) – сборник от първите му 12 книги
2. The Second John McPhee Reader (1996) – сборник от публикувани есета

### Екранизации
- 1955 – 1956 Robert Montgomery Presents – тв сериал, 2 епизода
- 1978 Casey's Shadow